# Bovino
Bovino ist eine italienische Gemeinde mit 2903 Einwohnern (Stand 31. Dezember 2023) in der Provinz Foggia, in der Region Apulien und ist Mitglied der Vereinigung I borghi più belli d’Italia (Die schönsten Orte Italiens). Sie befindet sich unweit rechts vom Cervaro auf einem östlichen Vorberg des neapolitanischen Apennin mit umfassender Aussicht.
Die Nachbarorte sind Accadia, Castelluccio dei Sauri, Deliceto, Orsara di Puglia und Panni.

## Geschichte
Bovino führte in der römischen Antike den Namen Vibinum. Während des Zweiten Punischen Krieges schlug hier Hannibal 217 v. Chr. für einige Zeit sein Lager auf. Es finden sich Überreste von Mauern, Türmen, ferner zahlreiche Inschriften, ein Aquädukt und einige Zisternen. Seit dem 10. Jahrhundert war Bovino Sitz eines Bistums; dessen Kathedrale war die Kirche Santa Maria Assunta. Im polnischen Erbfolgekrieg wurden die Spanier hier 1734 von den Österreichern geschlagen. 1456 und 1851 wurde die Stadt schwer von Erdbeben mitgenommen.

## Demografie
Bovino zählt 1574 Privathaushalte. Zwischen 1991 und 2001 fiel die Einwohnerzahl von 4546 auf 3991. Dies entspricht einer prozentualen Abnahme von 12,2 %.